# Atahualpa
Atahualpa, eller Atahuallpa (ca. 1502 – 29. august 1533 i Cajamarca, dagens Peru), var den 13. og sidste Sapa Inka i Inkariget. 
Efter at have besejret sin ældre halvbror Huáscar, som styrede den sydlige del af riget, i en borgerkrig sikrede Atahualpa sig kontrol over hele imperiet. 
Den 16. november 1532 blev han taget til fange af den spanske conquistadoren Francisco Pizarro. Inkaerne betalte et rum fuldt af guld og et rum fuldt af sølv som løsepenge for ham. Pizarro så at han havde mulighed til at sikre sig alle inkaernes rigdomme dersom han kunne knuse imperiet, og valgte derfor i stedet at henrette Atahualpa ved garrottering den 29. august 1533. Officielt blev han henrettet for mordet på Huáscar. 
Hans død markerer slutningen på Inkariget. 